# Lục Tỉnh Tân Văn
Lục Tỉnh tân văn (chữ Hán: 六省新聞) là một tờ báo tiếng Việt xuất bản tại Sài Gòn, với số báo thứ nhất ra ngày 15 tháng 1 năm 1907, là một trong những tờ báo không Công giáo đầu tiên viết bằng chữ quốc ngữ với tiêu đề được viết bằng cả chữ Quốc ngữ lẫn chữ Hán.
Tờ báo thuộc về François-Henri Schneider về mặt pháp lý, vì chỉ có người Pháp mới được phép xuất bản báo, nhưng sau này lại thuộc về Gilbert Trần Chánh Chiếu, đã bị bắt vào năm 1908 vì được cho là một người ủng hộ bí mật và tổ chức cho phong trào độc lập.

## Văn phong
Trong một cuốn sách của mình, Nguyễn Văn Trung đã cho rằng Lục Tỉnh tân văn sử dụng khá nhiều từ Hán-Việt trong các bài báo, ngoài ra các câu châm ngôn chữ Hán cũng được sử dụng nhiều, và thậm chí có khi là liên tục. Theo Nguyễn Văn Trung, nhiều bài báo đặt dấu chấm câu rất linh tinh và các câu văn thì "thiếu mạch lạc", đôi khi có nhiều bài báo còn dùng cả các câu nói xuôi chữ Hán ra chữ Quốc ngữ và Lục Tỉnh tân văn do được viết theo ngôn ngữ nói nên có nhiều lỗi chính tả.

## Trích dẫn
Quân côn đồ cường thạnh, đứa đạo tặc lăng loàn, cướp phá tứ phương, coi dường như không ai trị. Sao vậy? Là vì tại các ông chức việc trong làng hay sợ nó oán trách [...]. Tại các sự tham sanh húy tử, và cái điều tư kỷ, chết ai nấy chịu, cho nên mới loạn ra như vậy.— Chủ bút, bài Đạo tặc số 3, 28 tháng 1 năm 1907, 